# Хашим Тачі
Хаши́м Та́чі (алб. Hashim Thaçi; нар. 24 квітня 1968) — косовський політик і голова Демократичної партії Косова, колишній політичний командир Армії визволення Косова (UÇK), перший прем'єр-міністр Косова та п'ятий президент Косова.

## Життєпис
Вивчав філософію та історію в Університеті Приштини. Після закінчення навчання емігрував до Швейцарії, де познайомився із представниками албанської громади. Був одним із засновників албанського руху опору, Народного руху Косова. Його ідеологія базувалася на албанському націоналізмі та ідеї «Великої Албанії».
1993 року повернувся до Албанії. Став членом внутрішнього керівництва UÇK, відповідальним за фінансування, навчання та озброєння. В Албанії організував тренування UÇK, і з його бійцями перейшов до Косова.
1997 року в Сербії його засудили на 10 років ув'язнення. У березні Хашим Тачі став політичним командиром Армії визволення Косова, де отримав прізвисько «Snake» (змій). 1998 року розпочав таємні перемовини з американськими переговорниками, контактував з тогочасною державним секретарем США Мадлен Олбрайт. Завдяки цьому навіть отримав прізвисько «улюбленець Олбрайт». 1999 року взяв участь у перемовинах у Рамбує як представник косовської делегації.
Під його командуванням (за твердженням сербської сторони) нібито вчинено воєнні злочини, тому на нього подано обвинувачення й видано ордер на арешт Інтерполом. Хашима заарештували, але невдовзі випустили на свободу, тому Тачі уник розслідування у міжнародному трибуналі в Гаазі.
Як представник Демократичної партії Косова (PDK) на виборах у листопаді 2007 року став прем'єром Косова.
На перших після проголошення незалежності парламентських виборах, що відбулися 12 грудня 2010 року, перемогу здобула партія Тачі (33,5 %).

## Звинувачення
16 грудня 2010 було подано доповідь Комітету Ради Європи з прав людини, відповідно до якої Тачі займався торгівлею людськими органами та наркотиками. Автор доповіді — член Ради Європи швейцарець Дік Марті — займався розслідуванням упродовж двох років. Також Марті звинуватив колишніх членів Армії визволення Косова у зв'язках з організованою злочинністю та відзначив, що їхня кримінальна діяльність триває досі. Рада Європи закликала ретельно розслідувати інформацію про торгівлю людськими органами, що відбувалася в Косові після закінчення війни 1999 року.
У квітні 2009 року BBC провела своє спеціальне розслідування, при цьому журналісти зробили ті самі висновки, що й Дік Марті.
У листопаді 2020 року Хашима Тачі разом з іншим косовським політиком Якупом Краснічі заарештували та висунули звинувачення в спеціальному суді з Косова в Гаазі. Їм інкримінують скоєння воєнних злочинів і злочинів проти людства, зокрема незаконні арешти, жорстоке поводження, тортури та вбивства, насильницькі зникнення людей та переслідування, що чинились від березня 1998 до вересня 1999 року на території Косова та у Північній Албанії, але вони свою провину не визнають.
27 березня 2023 року, згідно з повідомленням агентства Reuters, Спеціальний суд щодо Косова в Гаазі почав розгляд справи щодо колишнього президента Косова Хашима Тачі, за звинуваченнями його у воєнних злочинах під час війни із Сербією 1998-1999 років.

## Виноски
1. ↑  http://www.britannica.com/EBchecked/topic/1474365/Hashim-Thaci
2. ↑  Andrejevich M. Encyclopædia Britannica
3. ↑  http://www.ukhairdressers.com/celebrity%20male%20hairstyles/Male%20Celebrity%20Hairstyles.asp?id=101
4. ↑  Архівована копія. Архів оригіналу за 13 лютого 2008. Процитовано 20 лютого 2008.{{cite web}}:  Обслуговування CS1: Сторінки з текстом «archived copy» як значення параметру title (посилання)
5. ↑  Архівована копія. Архів оригіналу за 4 липня 2008. Процитовано 20 лютого 2008.{{cite web}}:  Обслуговування CS1: Сторінки з текстом «archived copy» як значення параметру title (посилання) [Архівовано 2008-07-04 у Wayback Machine.]
6. ↑  Прем'єра Косово звинуватили в торгівлі органами та наркотиками[недоступне посилання] — Телеканал 24
7. ↑  Рада Європи хоче розслідувати дані про торгівлю органами [Архівовано 24 грудня 2010 у Wayback Machine.] — Телеканал 24
8. ↑  Президента Косова взяли під варту у Гаазі. Радіо Свобода. 6 листопада 2020. Архів оригіналу за 25 січня 2021. Процитовано 2 лютого 2021.
9. ↑  Лидеры косовских албанцев не признали обвинений в совершении военных преступлений во время конфликта в крае (рос.) . 9 листопада 2020. Процитовано 2 лютого 2021.[недоступне посилання]
10. ↑  Ex-Kosovo guerrilla chief, president Thaci faces war crimes trial on Monday. March 31, 20234:44 PM GMT+3
11. ↑  У Гаазі почали судити експрезидента Косова, якого звинувачують у воєнних злочинах. 31.03.2023, 21:28